# 科拉涅河
44°29′25″N 03°14′44″E / 44.49028°N 3.24556°E

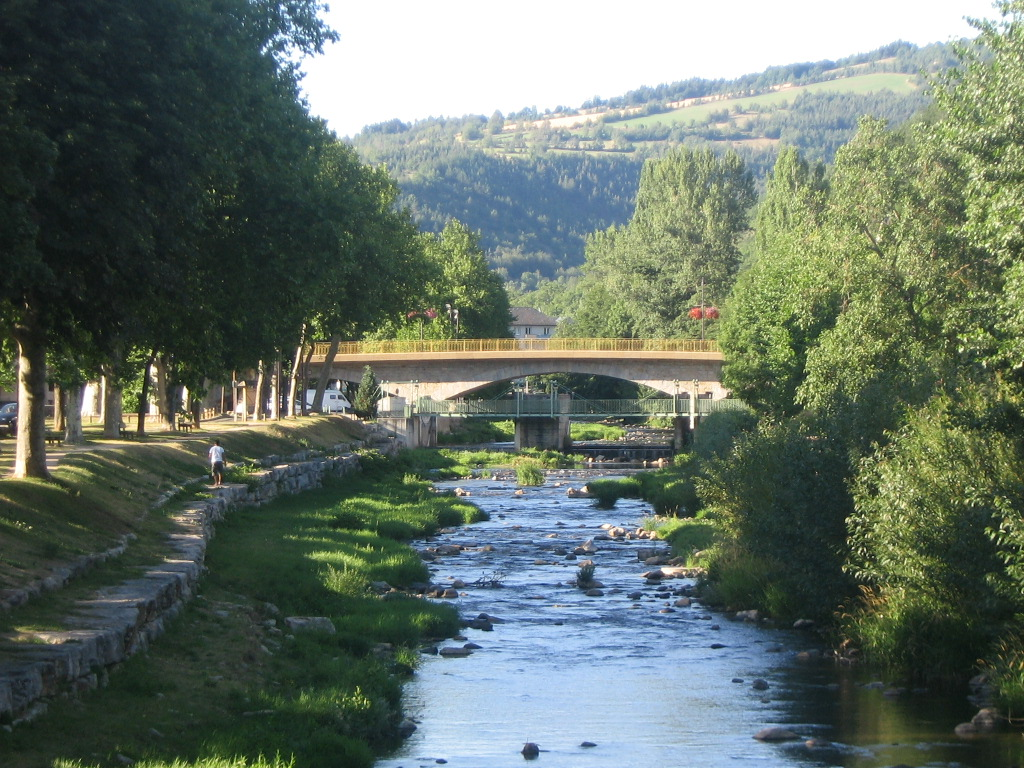

科拉涅河（法語：Colagne，法語發音：[kɔlaɲ]）是法國的河流，位於該國東南部，屬於洛特河的右支流，河道全長58.5公里，流域面積456平方公里，平均流量每秒5.08立方米，發源自阿尔藏克德朗东，河口處在圣博内德希拉克和勒莫纳斯捷-潘莫列斯。

## 外部連結
- http://www.geoportail.fr （页面存档备份，存于）
- The Colagne at the Sandre database